# ماریوس ویلش
ماریوس ویلش (انگلیسی: Marius Willsch؛ زادهٔ ۱۸ مارس ۱۹۹۱) بازیکن فوتبال اهل آلمان است.
از باشگاه‌هایی که در آن بازی کرده‌است می‌توان به باشگاه فوتبال زاربروکن و باشگاه فوتبال مونیخ ۱۸۶۰ اشاره کرد.